# PAS Teherán FC
El Pas Tehran Football Club fue un equipo de fútbol de Irán que fue fundado en 1963 en la capital Teherán.
Estaba asociado con la policía de Irán, hasta que en julio de 2007 se disolvió oficialmente.

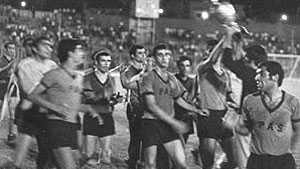
Jugadores del Pas celebran el título de 1977

## Palmarés

### Nacional
- National Championships: 5

1976/77, 1977/78, 1991/92, 1992/93, 2003/04
- Liga de la Provincia de Teherán: 1

1966/67
- Iran championship cup: 2

1967, 1968

### Internacional
- Liga de Campeones de la AFC: 1

1993
- Copa Afro-Asiática: 0
  - Sub-Campeón: 1

1993

## Gerencia
- Ferydoon Sadeghi
- Karim Mallahi
- Nasser Shafagh
- Mostafa Ajorloo (noviembre de 2000-junio de 2006)
- Hashem Ghiasi (julio de 2006-junio de 2007)

## Entrenadores

### Historia
| - Mehdi Asadollahi (1963–1972) - Hassan Habibi (1972–1977) - Homayoun Shahrokhinejad (1978–1980) - Mehdi Monajati (1980–1987) - Ezzatolah Afshar (1988) - Firouz Karimi (1989–1992) - Mehdi Monajati (1993) - Ebrahim Ghasempour (1994–1995) - Firouz Karimi (1996) - Ebrahim Ghasempour (1997) - Bijan Zolfagharnasab (1998–1999) | - Mahmoud Yavari (1999) - Ebrahim Ghasempour (1999–2000) - Hossein Faraki (2000) - Farhad Kazemi (2000–2001) - Firouz Karimi (2001) - Homayoun Shahrokhinejad (2001–2003) - Majid Jalali (2003–2004) - Mustafa Denizli (2004–2006) - Majid Jalali (2006) - Homayoun Shahrokhinejad (2006–2007) |

## Jugadores destacados
| - Farhad Alavi - Khodadad Azizi - Arash Borhani - Iraj Danaeifard - Hossain Faraki - Behtash Fariba - Mohsen Garousi - Ebrahim Ghasempour - Reza Ghoflsaz - Hassan Habibi - Vahid Hashemian - Gevorg Kasparov | - Hossein Kazerani - Mohammad Khakpour - Rasoul Khatibi - Hamlet Mkhitaryan - Mehdi Monajati - Javad Nekounam - Farshad Pious - Ali Asghar Modir Roosta - Mohammad Sadeghi - Homayoun Shahrokhi - Reza Torabian |